# Colombiers, Orne

Colombiers este o comună în departamentul Orne, Franța. În 1 ianuarie 2022 avea o populație de 334 de locuitori.